# Winthrop Rockefeller
Pour les autres membres de la famille, voir Famille Rockefeller.
Pour les articles homonymes, voir Winthrop.
Winthrop Rockefeller, né le 1er mai 1912 à New York et mort le 22 février 1973 à Palm Springs (Californie), est un homme politique républicain américain. Il est gouverneur de l'Arkansas entre 1967 à 1971, le premier républicain depuis la Reconstruction.
Il appartenait à la troisième génération de la famille Rockefeller.

## Sources
- (en) Cet article est partiellement ou en totalité issu de l’article de Wikipédia en anglais intitulé « Winthrop Rockefeller » (voir la liste des auteurs).